# 坂下町 (愛知県)
坂下町（さかしたちょう）は、かつて愛知県西北部にあった町である。

## 概要
東春日井郡に属し、旧町域は現在の春日井市北東部あたり、現在も旧町域を中心に「坂下町」という町名が残る。
1958年（昭和33年）1月1日に、同郡高蔵寺町とともに春日井市に編入され、廃止された。

## 沿革
坂下という地名は、尾張藩初代藩主徳川義直が、同所一帯でたびたび鷹狩りをして迷惑をかけた礼にと、下街道沿いの一色村及び和泉村に限って免租の恩恵を与えた際、その書状に両村のことを坂下新町と書いたことに由来するとされる（一色村及び和泉村という地名は、内津川に掛かる橋にその名残が見られる。）。
- 1906年（明治39年）7月17日 - 神坂村と内津村が合併し、坂下村が発足。
- 1928年（昭和3年）11月1日 - 町制施行し坂下町となる。
- 1958年（昭和33年）1月1日 - 春日井市に編入され廃止。

## 教育
- 坂下町立坂下小学校（現・春日井市立坂下小学校）
- 坂下町立西尾小学校（現・春日井市立西尾小学校）
- 坂下町立坂下中学校（現・春日井市立坂下中学校）

## 関連書籍
- 坂下町史編纂委員会 編『坂下町史』坂下町、1963年。
- 帝国市町村地図刊行会 編『愛知県東春日井郡坂下町土地宝典』帝国市町村地図刊行会、1940年。
- 『米軍撮影昭和20年代空中写真12 〜坂下町・神屋町付近』日本地図センター、1996年5月。